# Inga gereauana
Inga gereauana är en ärtväxtart som först beskrevs av Pipoly och R.Vasquez, och fick sitt nu gällande namn av Terence Dale Pennington. Inga gereauana ingår i släktet Inga och familjen ärtväxter. IUCN kategoriserar arten globalt som sårbar. Inga underarter finns listade i Catalogue of Life.